# Biografielijst Ho

## Ho
- Christian Ho (2006), Singaporees autocoureur
- Henry Ho (1982), Macaus autocoureur
- Ian Ho (1997), Hongkongs zwemmer
- Michael Ho (1968), Macaus autocoureur
- Jos Ho Sack Wa (1953-2024), Surinaams taekwondoka en zangvogelsporter

## Hoa

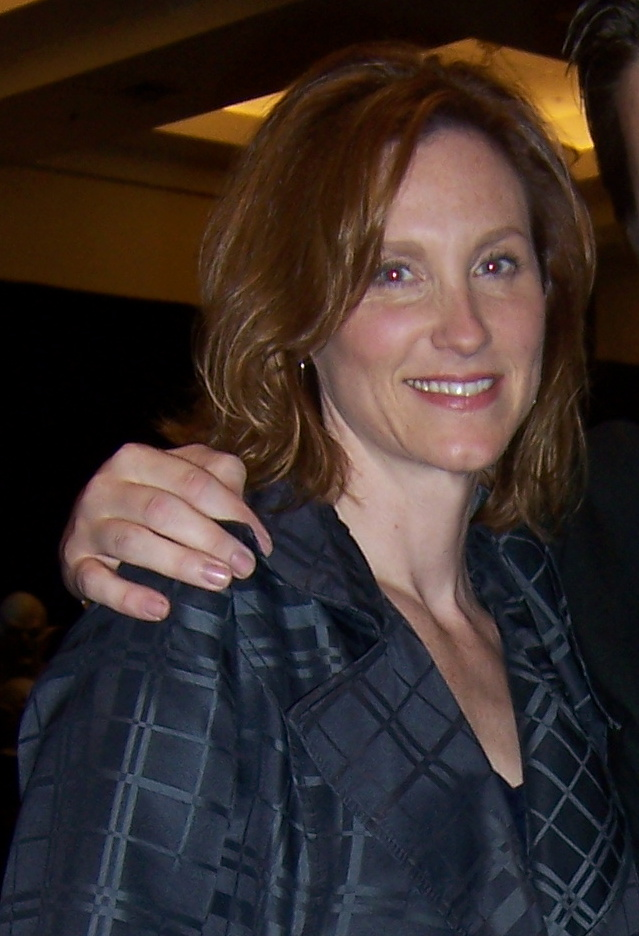
Judith Hoag

- Judith Hoag (1968), Amerikaans actrice
- Hoàng Quý Phước (1993), Vietnamees zwemmer
- Hoàng Văn Phong, (1948), Vietnamees minister
- Hoàng Xuân Vinh (1974), Vietnamees schutter
- Tony Hoare (1934), Brits informaticus

## Hob
- Bergljot Hobæk Haff (1925-2016), Noors schrijver
- Barry Hoban (1940-2025), Brits wielrenner
- Robin Hobb (1952), Amerikaans schrijfster
- Thomas Hobbes (1588-1679), Engels filosoof
- Simon Hobday (1940-2017), Zuid-Afrikaans golfer
- Dini Hobers (1932), Nederlands atlete
- Anthony van Hoboken (1887-1983), Nederlands musicoloog
- Anthony van Hoboken (1756-1850), Rotterdams reder
- Jemmy van Hoboken (1900-1962), Nederlands grafisch ontwerper, kunstschilder, illustratrice en tekenares
- Eric Hobsbawm (1917-2012), Brits historicus en auteur

## Hoc
- Yves Hocdé (1973), Frans roeier
- Theo Hochwald (1918-2002), Nederlands attractieparkmedewerker
- Cole Hocker (2001), Amerikaans atleet
- Belinda Hocking (1990), Australisch zwemster
- Gary Hocking (1937-1962), Zimbabwaans motor- en autocoureur
- David Hockney (1937), Brits kunstenaar
- Teun Hocks (1947-2022), Nederlands fotograaf

## Hod

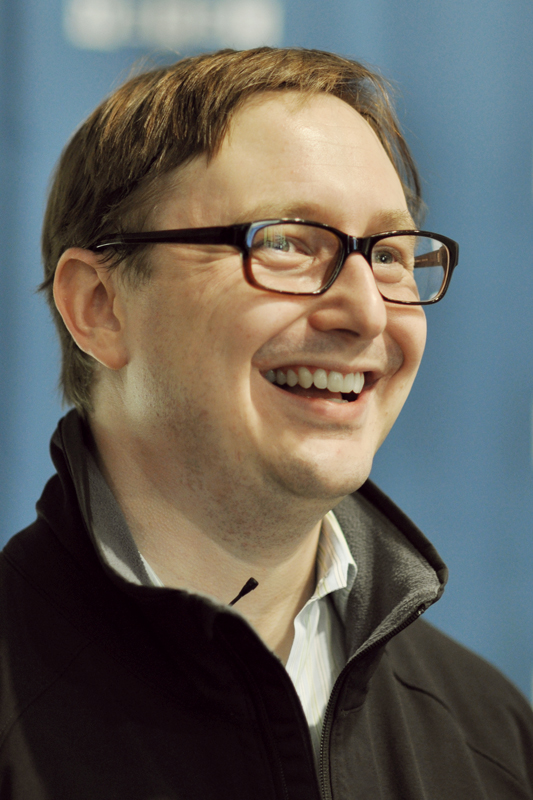
John Hodgman

- Rosina Hodde (1983), Nederlands atlete
- Wim Hoddes (1918), Nederlands acteur
- Max Hödel (ca. 1858-1878), Duits aanslagpleger
- Kate Hodge (1966), Amerikaans actrice en filmproducente
- Mike Hodge (1947), Amerikaans acteur
- Patricia Hodge (1946), Brits actrice
- Percy Hodge (1890-1967), Brits atleet
- Stephen Hodge (1961), Australisch wielrenner
- Chelsea Hodges (2001), Australisch zwemster
- Mike Hodges (1932-2022), Brits scenarioschrijver en regisseur
- Keely Hodgkinson (2002), Brits atlete
- John Hodgman (1971), Amerikaans acteur, auteur en komiek
- Alan Lloyd Hodgkin (1914-1998), Brits fysioloog en Nobelprijswinnaar
- Dorothy Crowfoot Hodgkin (1910-1994), Brits scheikundige en Nobelprijswinnares
- Howard Hodgkin (1932), Brits kunstschilder en graficus
- Neil Hodgson (1973), Brits motorcoureur

## Hoe

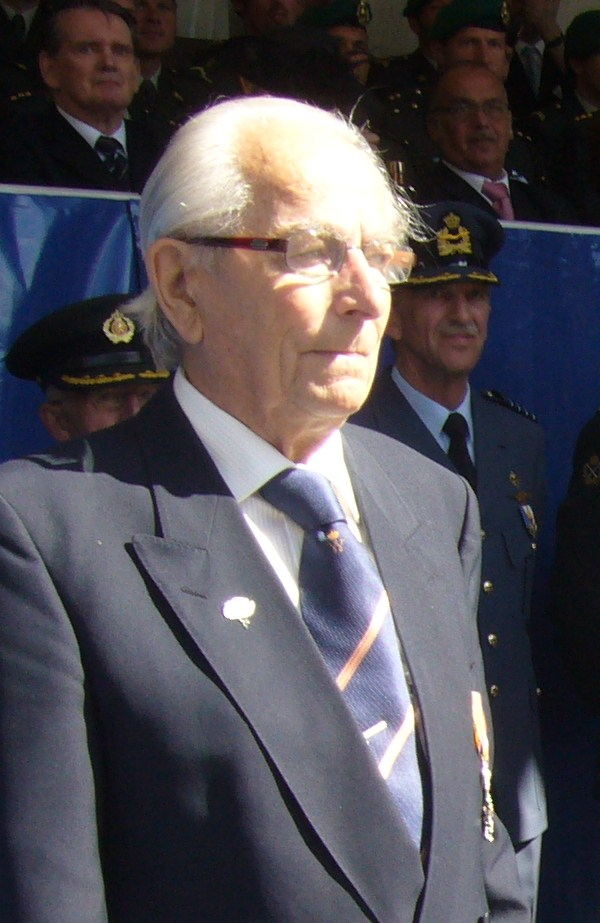
Cornelis Pieter van den Hoek

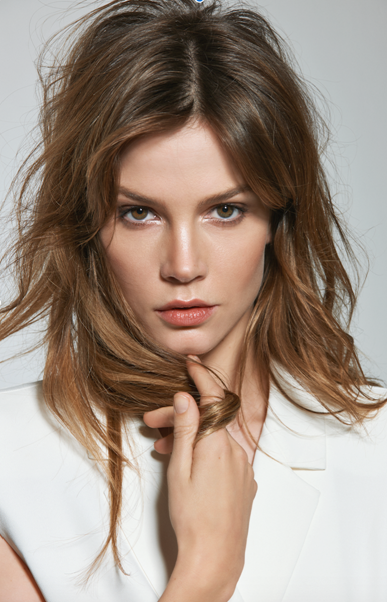
Sylvia Hoeks

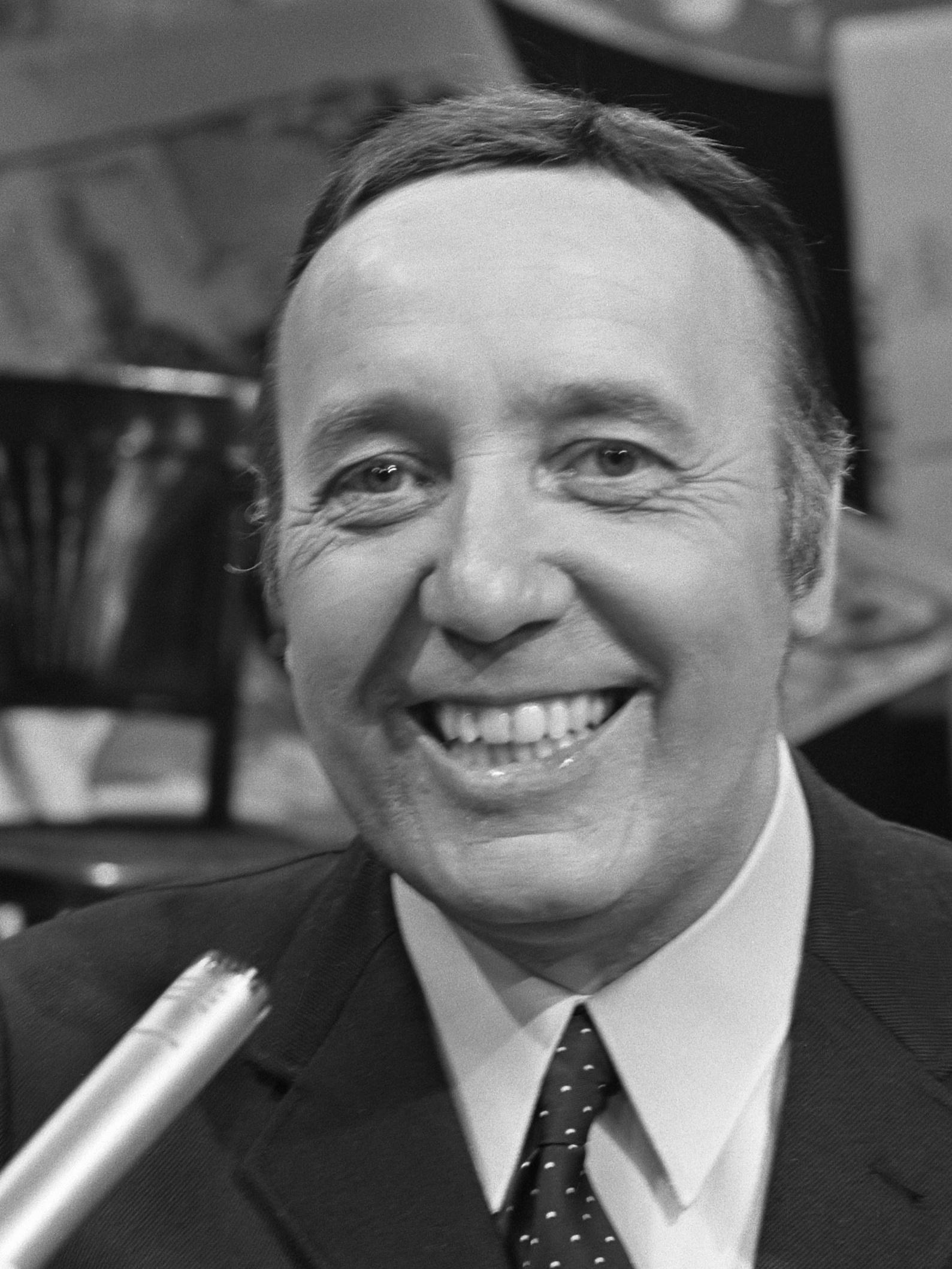
Johnny Hoes, 1969

- Gerard Hoebe (1928-2005), Nederlands zanger en muzikant
- José Hoebee (1954), Nederlands zangeres
- Albert Hoeben (1920-2014), Nederlands marinier
- Frans Hoebens (1914-1977), Nederlands burgemeester
- Geert Hoebrechts (1969-2010), Belgisch voetballer
- Co Hoedeman (1940-2025), Nederlands-Canadees animator en filmregisseur
- Carl Hoefkens (1978), Belgisch voetballer en voetbaltrainer
- Peter Høeg (1957), Deens schrijver
- Aad van den Hoek (1951), Nederlands wielrenner
- Annet (Antje) van der Hoek (1952), Nederlands politica
- Antonie van der Hoek (1957), Nederlands schrijver
- Cornelis Pieter van den Hoek (1921-2015), Nederlands verzetsstrijder tijdens de Tweede Wereldoorlog
- Hans van den Hoek (1929-2007), Nederlands acteur, danser en zanger
- Hans van der Hoek (1933-2017), Nederlands voetballer
- Johannes van der Hoek (1940), Nederlands volleyballer
- Klaas Hoek (1950), Nederlands beeldend kunstenaar
- Leanne van den Hoek (1958), eerste Nederlandse vrouwelijke opperofficier
- Luc. van Hoek (1910-1991), Nederlands kunstenaar
- Martin Hoek (1834-1873), Nederlands astronoom en experimenteel natuurkundige
- Martyn van den Hoek (1954-2022), Nederlands pianist
- Ria van Hoek-Martens (1950), Nederlands politicus
- Tjeerd Hoek (1968), Nederlands industrieel vormgever
- Ben Hoekendijk (1938-2020), Nederlands evangelist
- Liebje Hoekendijk (1931-2021), Nederlands programmamaakster, schrijfster
- Hans Hoekman (1946-2017), Nederlands acteur
- Sylvia Hoeks (1983), Nederlands actrice en fotomodel
- Daan Hoeksema (1879-1935), Nederlands illustrator, striptekenaar en boekbandontwerper
- André Hoekstra (1962), Nederlands voetballer
- Cor Hoekstra (1931-1996), Nederlands cartoonist
- Eric Hoekstra (1960), Fries-Nederlands taalkundige, vertaler, schrijver, dichter, literatuurcriticus en columnist
- Han G. Hoekstra (1906-1988), Nederlands dichter
- Hendrik Arius Hoekstra (1901-1945), Nederlands verzetsstrijder tijdens de Tweede Wereldoorlog
- Henk Hoekstra (1924-2009), Nederlands politicus en verzetsstrijder
- Jarich Hoekstra (1956-2024), Nederlands frisist
- Koko Hoekstra (1948), Nederlands voetballer
- Lodewijk Hoekstra (1976), Nederlands tuinman en televisiepresentator
- Minne Hoekstra (1884-1941), Nederlands schaatser
- Paul Hoekstra (1944), Nederlands-Belgisch kanovaarder
- Pete Hoekstra (1953), Amerikaans politicus
- Peter Hoekstra (1973), Nederlands voetballer
- Piet Hoekstra (1947), Nederlands wielrenner
- Rein Jan Hoekstra (1941-2025), Nederlands jurist, advocaat, ambtenaar en bestuurder
- Vegar Hoel (1973-2021), Noors acteur
- Margaret Hoelzer (1983), Amerikaans zwemster
- Francisca Hoenselaar (1965), Nederlands dartster
- Henk Hoenselaar (1926-2013), Nederlands malacoloog
- Egbert van Hoepen (1834-1921), Nederlands drenkelingenredder
- Laurens van Hoepen (2005), Nederlands autocoureur
- Katrien Hoerée (1957-1994), Belgisch atlete
- Emily Abigail Ashley Hoes (1994), Nederlands actrice
- Geert Hoes (1983), Nederlands acteur
- Guus Hoes (1945-1986), Nederlands acteur
- Hannah Hoes Van Buren (1783–1819), echtgenote van de latere, achtste president van de Verenigde Staten, Martin Van Buren
- Hans Hoes (1949), Nederlands acteur
- Isa Kamerling-Hoes (1967), Nederlands toneel-, film-, televisie- en stemactrice en scenario-schrijfster
- Johnny Hoes (1917-2011), Nederlands zanger en muziekproducer
- Onno Hoes (1961), Nederlands politicus en bestuurder
- Paulinus Joseph Maria Hoes (1953), Nederlands acteur
- Danny Hoesen (1991), Nederlands voetballer
- Hanna Hoeskova (1992), Wit-Russisch freestyleskiester
- Filiz Hoesmenova (1966), Bulgaars politica
- Hoessein ibn Ali ibn Abu Talib (ca.626-680), Arabisch sjiitsch leider (imam Hoessein)
- Koesai Hoessein (1966-2003), Iraaks persoon, zoon en beoogd opvolger van Saddam Hoessein
- Oedai Hoessein (1964-2003), Iraaks persoon, zoon en beoogd opvolger van Saddam Hoessein
- Saddam Hoessein (1937-2006), Iraaks president-dictator
- Volodymyr Hoestov (1977), Oekraïens wielrenner
- Jan Hoet (1936-2014), Belgisch curator en beoordelaar van de hedendaagse beeldende kunst
- Laura Hoet (1915-2010), Belgisch kloosterzuster en ziekenhuisdirecteur
- Leon Hoet (1891-1944), Belgisch zakenman, landmeter, ingenieur en architect
- Patrick Hoet (1952), Belgisch brillenontwerper
- Jawhen Hoetarovitsj (1983), Wit-Russisch wielrenner
- Hans van der Hoeve (1952), Nederlands politicus en ambtenaar
- Agnes van Ardenne-van der Hoeven (1950), Nederlands politica
- Annita van der Hoeven (1964), Nederlands televisiepresentatrice en televisieproducente
- Cees van der Hoeven (1947), Nederlands industrieel
- David van der Hoeven (1969), Nederlands schaker
- Gerrit van der Hoeven (1926-2015), Nederlands atleet
- Jochem van der Hoeven (1975), Nederlands voetballer
- Jo van der Hoeven (1916-2001), Nederlands rechtsgeleerde
- Maria van der Hoeven (1949), Nederlands politica
- Mirna van der Hoeven (1948), Nederlands atlete
- Pieter van der Hoeven (1911-1980), Nederlands wetenschapshistoricus
- Coen van Hoewijk (1922-2007), Nederlands journalist en nieuwslezer
- Ad Hoeymans (1934-2011), Nederlands acteur
- James Richard Pennington (Dick) van Hoey Smith (1921-2010), Nederlands dendroloog

## Hof

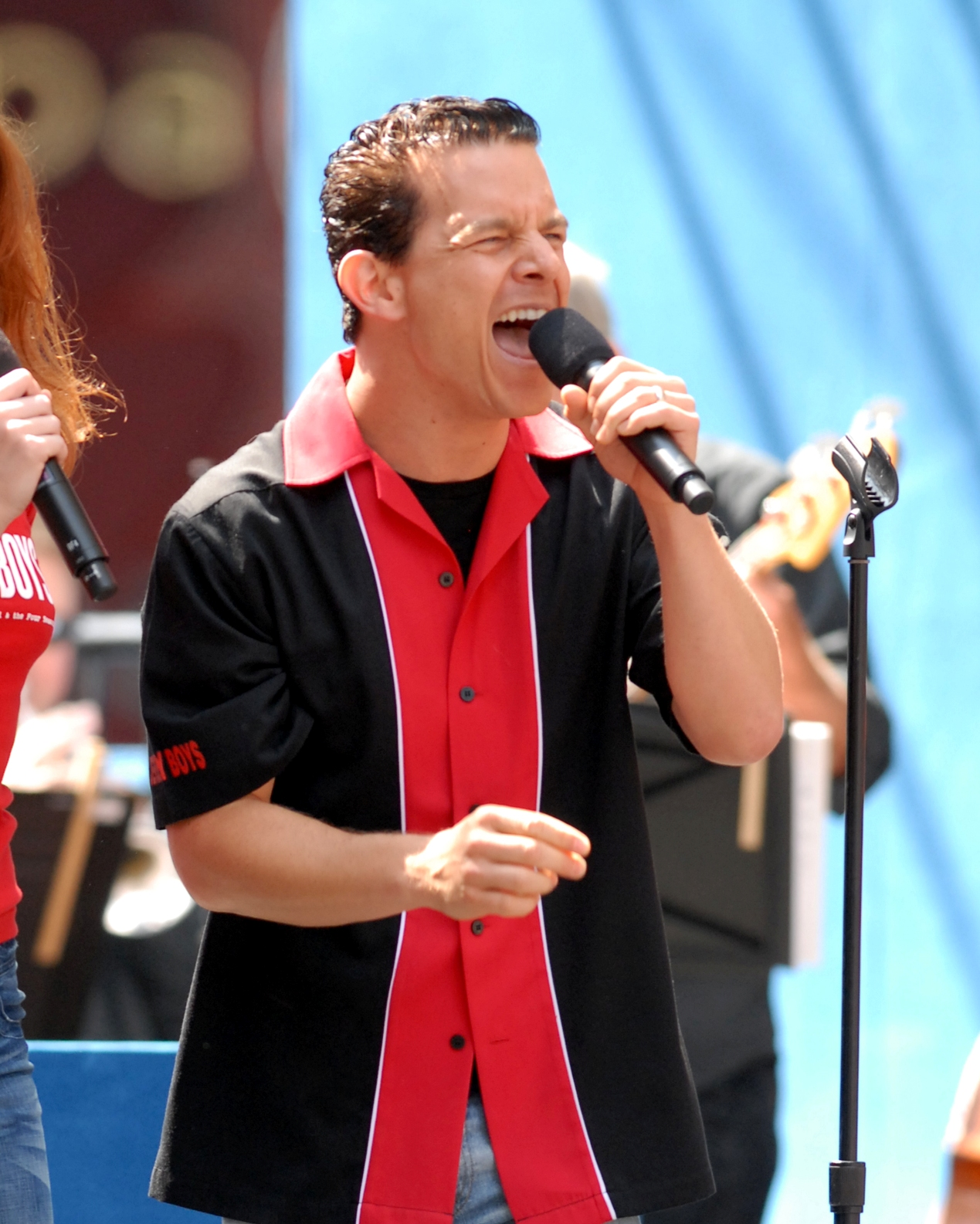
Christian Hoff

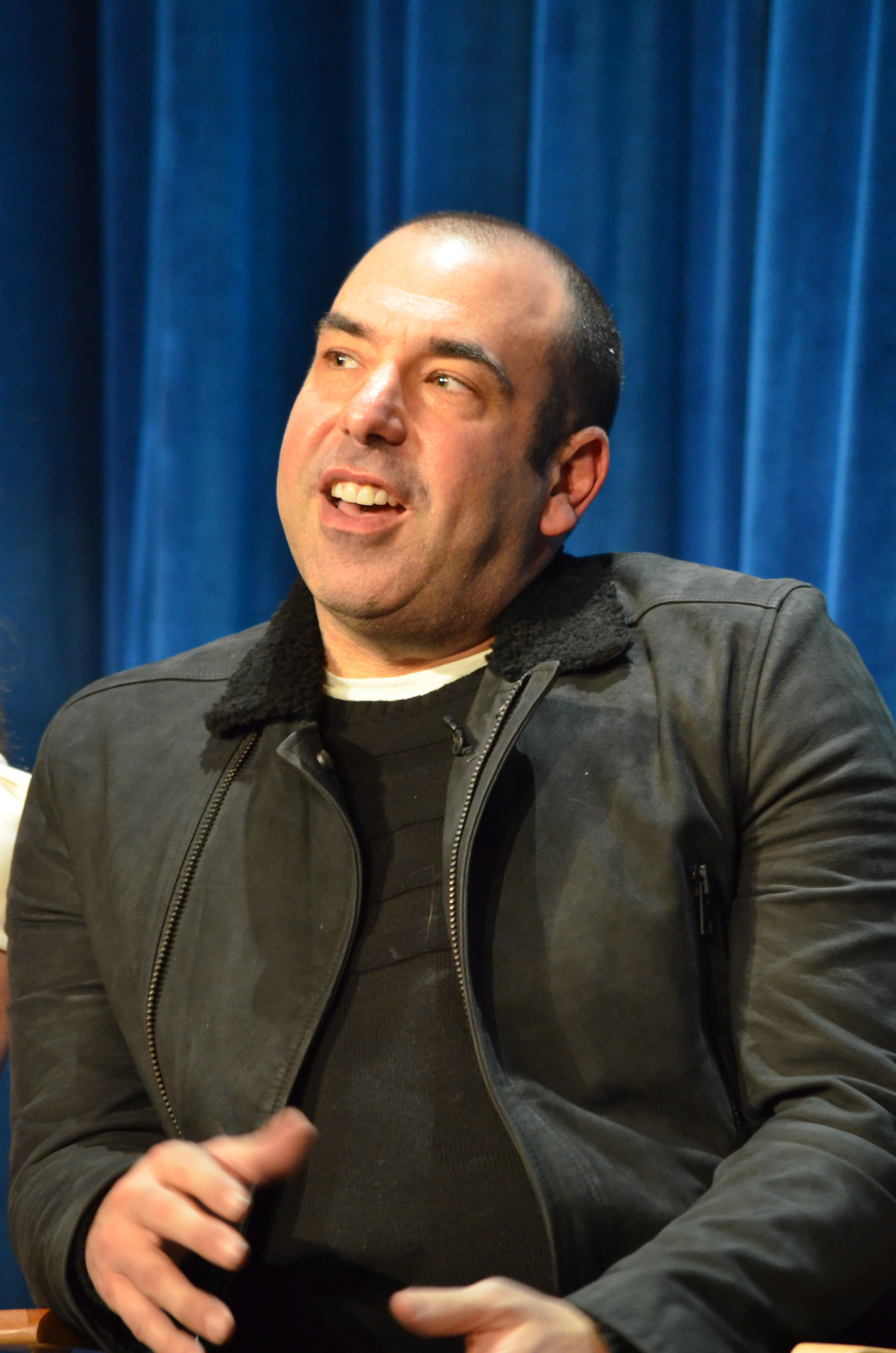
Rick Hoffman

- Marjolijn Hof (1956), Nederlands kinderboekenschrijfster
- Wim Hof (1959), Nederlands kouderecordbreker
- Andreas Hofer (1767-1810), Oostenrijks (Tirools) opstandelingenleider
- Otto Hofer (1944), Zwitsers ruiter
- Karl Hofer (1878-1955), Duits kunstschilder
- Lukas Hofer (1989), Italiaans biatleet
- Rene Hofer (2002-2021), Oostenrijks motorcrosser
- Julien Hoferlin (1966-2016), Belgisch tenniscoach
- Christian Hoff (1968), Amerikaans acteur
- Jacobus van 't Hoff (1852-1911), Nederlands scheikundige
- Katie Hoff (1989), Amerikaans zwemster
- Marcian Hoff (1937), Amerikaans elektrotechnicus en uitvinder
- Dilano van 't Hoff (2004-2023), Nederlands autocoureur
- Paulus van 't Hoff (1919-1965), Nederlands politicus, advocaat en procureur
- Ruud Hoff (1949-2020), Nederlands geschiedkundige en politicoloog
- Reese Hoffa (1977), Amerikaans atleet
- Abram Hoffer (1917-2009), Canadees psychiater
- Sarah Höfflin (1991), Zwitsers freestyleskiester
- Cecil Hoffman (1963), Amerikaans actrice
- Lauren Hoffman (1999), Amerikaans-Filipijns atlete
- Mat Hoffman (1972), Amerikaans BMX'er
- Rick Hoffman (1970), Amerikaans acteur
- Thom Hoffman (1957), Nederlands acteur en fotograaf
- E.T.A. Hoffmann (1776-1822), Duits schrijver en componist
- Felix Hoffmann (1868-1946), Duits scheikundige
- Gaby Hoffmann (1982), Amerikaans actrice
- Germaine Hoffmann (1930-2024), Luxemburgs kunstschilderes en collagekunstenares
- Jan Hoffmann (1955), Oost-Duits kunstschaatser
- Josef Hoffmann (1870-1956), Oostenrijks architect en ontwerper
- Lara Hoffmann (1991), Duits atlete
- Roald Hoffmann (1937), Amerikaans theoretisch natuurkundige en Nobelprijswinnaar
- August Heinrich Hoffmann von Fallersleben (1798-1874), Duits schrijver
- Ludwig Hoffmann von Rumerstein  (1937-2022), Oostenrijks advocaat
- Bert Hoffmeister (1907-1999), Canadees militair
- Courtney Hoffos (1997), Canadees freestyleskiester
- Charlie Hofheimer (1981), Amerikaans acteur, filmproducent, scenarioschrijver en filmeditor
- Oskar Eberhard Höfinger (1935-2022), Oostenrijks kunstenaar
- Jan Hofkens (1969), Belgisch politicus
- Marijke Hofkens (1963), Belgisch actrice
- Wim Hofkens (1958), Nederlands voetballer en voetbalcoach
- Maria Höfl-Riesch (1984), Duits alpineskiester
- Edo Hofland (ong. 1943), Nederlands politicus, ambtenaar en diplomaat
- Henk Hofland (1927-2016), Nederlands journalist en columnist
- Kevin Hofland (1979), Nederlands voetballer
- Norberto Höfling (1924-2005), Roemeens voetballer en voetbalcoach
- Maria Höfl-Riesch (1984), Duits alpineskiester
- Germ Hofma (1925-2018), Nederlands voetballer
- Beno Hofman (1954-2023), Nederlands historicus en televisiepresentator
- Tim Hofman (1988), Nederlands programmamaker en televisiepresentator
- Albert Hofmann (1906-2008), Zwitsers scheikundige
- Alex Hofmann (1980), Duits motorcoureur
- Isabella Hofmann (1958), Amerikaans actrice
- Matthias Hoffmann (1961), Duits tranceproducer
- Hugo von Hofmannsthal (1874-1929), Oostenrijks schrijver en librettist
- Greet Hofmans (1894-1968), Nederlands gebedsgenezeres
- Ramona Theresia Hofmeister (1996), Duits snowboardster
- Henk Hofs (1951-2011), Nederlands voetballer
- Tore Ruud Hofstad (1979), Noors langlaufer
- Douglas Hofstadter (1945), Amerikaans informaticus en schrijver
- Robert Hofstadter (1915-1990), Amerikaans natuurkundige
- Helen Hofstede (1980), Nederlands atlete
- Henk Hofstede (1951), Nederlands zanger
- Henk Hofstede (1937-2020), Nederlands vakbondsbestuurder en politicus
- Tim Hofstede (1989), Nederlands voetballer
- Pieter Hofstede Crull (1862-1925), Nederlands jurist
- Rento Hofstede Crull (1863-1938), Nederlands ingenieur
- Thera Hofstede Crull (1900-1966), Nederlands sieraadontwerper en keramist
- Petrus Hofstede de Groot (1802-1886), Nederlands theoloog
- Herman Hofstee (1963), Nederlands atleet
- Willem Hofstee (1936-2021), Nederlands psycholoog
- Pieter Hofstra (1946-2025), Nederlands politicus
- Rick Hofstra (1977), Nederlands darter

## Hog
- Hulk Hogan (1953-2025), Amerikaans professioneel worstelaar en acteur
- James P. Hogan (1941-2010), Brits sciencefiction-schrijver
- Jonathan Hogan (1951), Amerikaans acteur
- Robert Hogan (1933), Amerikaans acteur
- Mariane van Hogendorp (1834-1909), Nederlands sociaal hervormster en feministe
- Bill Hogenson (1884-1965), Amerikaans atleet
- Fritz Höger (1877-1949), Duits architect
- Ben Hogestyn (1983), Amerikaans acteur
- Drake Hogestyn (1953-2024), Amerikaans acteur
- Johnathan Hoggard (2000), Brits autocoureur
- Lars Høgh (1959-2021), Deens voetballer
- Jonas Høgh-Christensen (1981), Deens zeiler
- Tom Høgli (1984), Noors voetballer
- Christopher Hogwood (1941), Brits dirigent en klavecinist

## Hoh
- Irmgard van Hohenlohe (?-1372), Duitse adellijke vrouw
- Sebastian Hohenthal (1984), Zweeds autocoureur
- Frederik Willem van Hohenzollern (1924-2010), Duits hoofd van het huis Hohenzollern-Sigmaringen
- Christopher Höher (1997), Oostenrijks autocoureur
- Nicole Hohloch (1964), Duits zangeres
- Nikolaj Hohlov (1891-1953), Russisch econoom en dichter
- André Höhne (1978), Duits atleet

## Hoi
- Jens Höing (1987), Duits autocoureur

## Hoj
- Frank Høj (1973), Deens wielrenner
- Monika Hojnisz (1991), Pools biatlete

## Hok
- Jim Hok (1955), Surinaams politicus
- René Hoksbergen (1940), Nederlands hoogleraar

## Hol

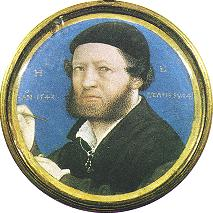
Hans Holbein de Jonge

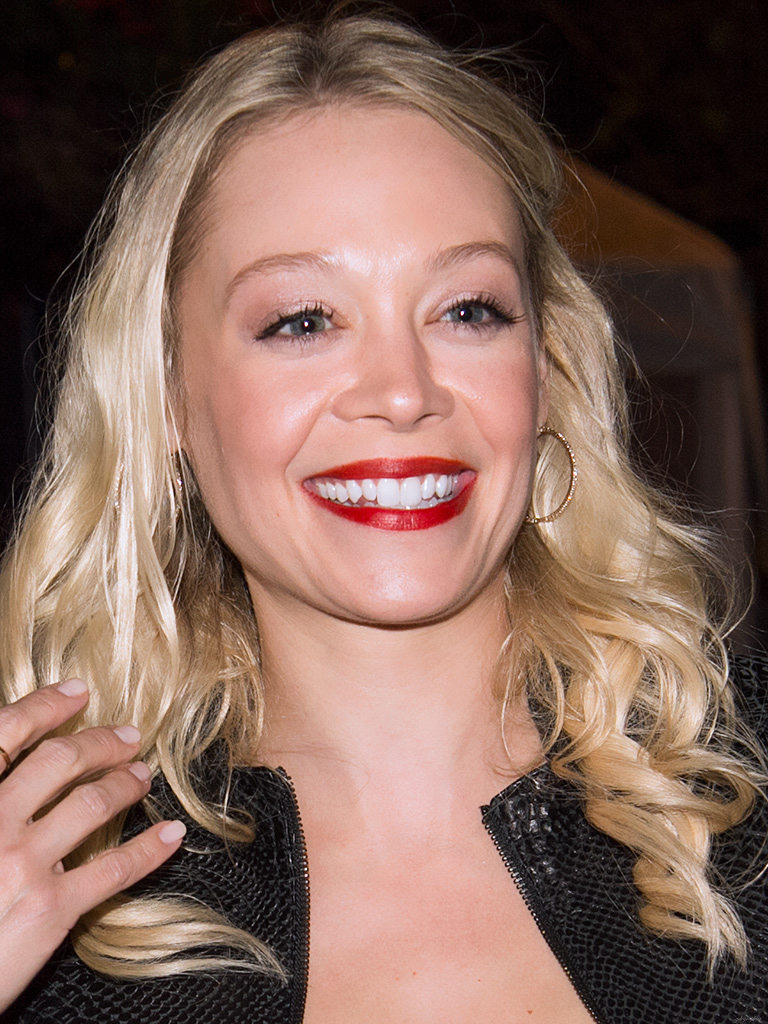
Alexandra Holden

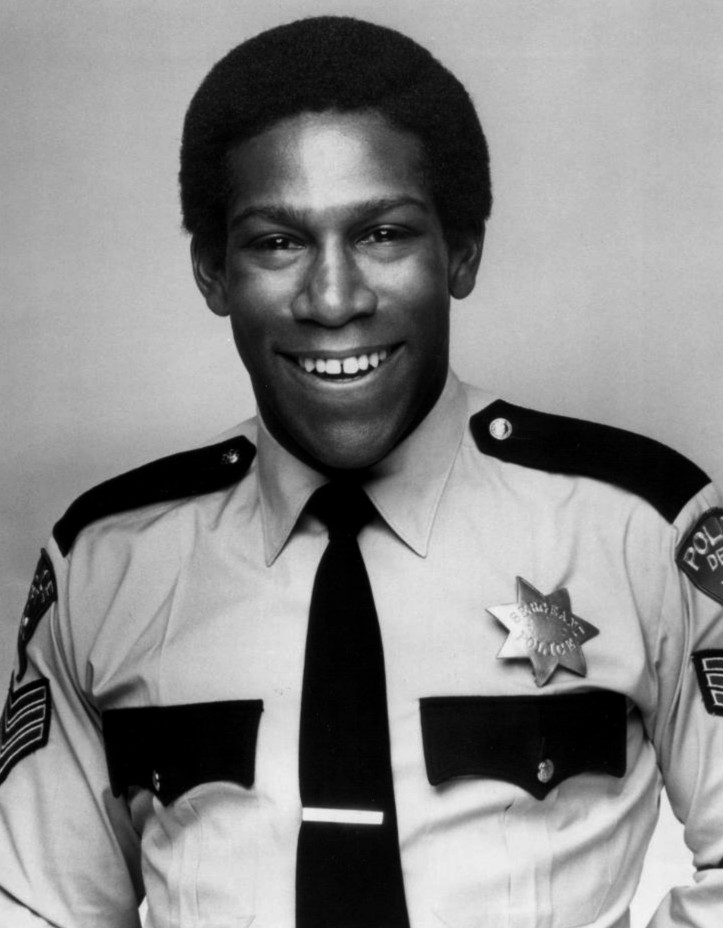
Kene Holliday

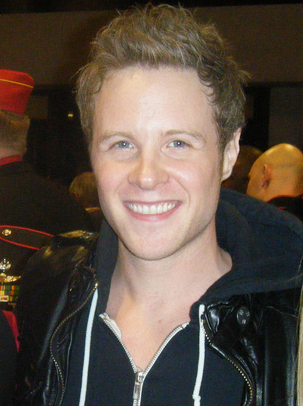
Ashton Holmes

- Ton Hol (1954), Nederlands rechtsfilosoof
- Rainer Holbe (1940-2025), Duits tv-presentator, auteur en journalist
- Hans Holbein de Jonge (1497/98-1543), Duits kunstenaar
- Ludvig Holberg (1684-1754), Noors-Deens schrijver
- Al Holbert (1946-1988), Amerikaans autocoureur
- Anthony Holborne (ca. 1545-1602), Engels componist
- Anna Kathryn Holbrook (1956), Amerikaans actrice
- Shea Holbrook (1990), Amerikaans autocoureur
- Richard Holbrooke (1941–2010), Amerikaans diplomaat
- Dragan Holcer (1945-2015), Joegoslavisch voetballer
- Alexandra Holden (1977), Amerikaans actrice
- Jack Holden (1907-2004), Brits atleet
- Laurie Holden (1972), Amerikaans-Canadees televisie- en filmactrice
- Mari Holden (1971), Amerikaans wielrenster
- Wendy Holdener (1993), Zwitsers alpineskiester
- Eric Holder (1951), Amerikaans politicus en jurist
- Friedrich Hölderlin (1770-1843), Duits dichter
- Gerrit Holdijk (1944-2015), Nederlands politicus
- Willi Holdorf (1940-2020), Duits atleet
- Dirk Holemans (1965), Vlaams politicus
- Daniel Holgado (2005), Spaans motorcoureur
- Mason Holgate (1996), Engels voetballer
- Arnoud Holierhoek (1994), Nederlands Americanfootballspeler
- Jeanne Holierhoek (1947), Nederlands vertaler
- Kees Holierhoek (1941-2023), Nederlands (scenario)schrijver
- Silke Holkenborg (2001), Nederlands zwemster
- Tom Holkenborg (1967), Nederlands dj en producer (Junkie XL)
- Robert Holl (1947), Nederlands zanger, componist en zangpedagoog
- Danny Holla (1987), Nederlands voetballer
- Carla Hollak (1062), Nederlands internist en hoogleraar
- Jan Hollak (1915-2003), Nederlands filosoof
- Deidre Holland (1966), Nederlands pornoactrice
- James Holland (1989), Australisch voetballer
- Kim Holland (1969), Nederlands pornoactrice, filmproducente, publiciste en columniste
- Nate Holland (1978), Amerikaans snowboarder
- Robb Holland (1967), Amerikaans autocoureur
- Spessard Holland (1892-1971), Amerikaans politicus
- François Hollande (1954), Frans politicus
- Han Hollander (1886-1943), Nederlands sportverslaggever
- Xaviera Hollander (1943), pseudoniem van Vera de Vries, hoerenmadam en schrijfster
- Willem Holleeder (1958), Nederlands crimineel
- Astrid Holleeder (1965), Nederlands advocate en schrijfster
- Herman Hollerith (1860-1929), Amerikaans uitvinder
- David Hollestelle (1916-2001), Nederlands bariton
- Robert W. Holley (1922-1993), Amerikaans biochemicus en Nobelprijswinnaar
- Kene Holliday (1949), Amerikaans acteur
- Daniel Hollie (1977), Amerikaans professioneel worstelaar
- Dietrich Hollinderbäumer (1942), Duits/Zweeds acteur
- Mellisa Hollingsworth (1980), Canadees skeletonster
- Laurel Holloman (1971), Amerikaans actrice
- Grant Holloway (1997), Amerikaans atleet
- Nancy Holloway (1932-2019), Amerikaans zangeres
- Heinrich Hollreiser (1913-2006), Duits dirigent
- Buddy Holly (1936-1959), Amerikaans zanger
- Brian Holm (1962), Deens wielrenner en ploegleider
- Celeste Holm (1917-2012), Amerikaans actrice
- Ian Holm (1931), Brits acteur
- Stefan Holm (1976), Zweeds atleet
- Bill Holman (1927-2024), Amerikaans jazzsaxofonist, -arrangeur en -componist
- Brett Holman (1984), Australisch voetballer
- Theodor Holman (1953), Nederlands schrijver en columnist
- Åke Holmberg (1907-1991), Zweeds schrijver en vertaler
- Peter Holmberg (1960), zeiler uit de Amerikaanse Maagdeneilanden
- Rolf Holmberg (1914-1979), Noors voetballer
- Vagn Holmboe, (1909-1996), Deens componist
- Janne Holmén (1977), Fins atleet
- Gösta Holmér (1891-1983), Zweeds atleet
- Ashton Holmes (1978), Amerikaans acteur
- Andy Holmes (1959-2010), Brits roeier
- DaRon Holmes II (2002), Amerikaans basketballer
- John Holmes (1944-1988), Amerikaans pornoster
- Katie Holmes (1978), Amerikaans actrice
- Tina Holmes (1973), Amerikaans actrice
- Chet Holmgren (2002), Amerikaans basketballer
- Anna Holmlund (1987), Zweeds freestyleskiester
- Eric Holmqvist (1917-2009), Zweeds politicus
- Agne Holmström (1893-1949), Zweeds atleet
- Péter Holoda (1996), Hongaars zwemmer
- Volodymyr Holoebnytsjy (1936), Sovjet-Russisch/Oekraïens atleet
- Nick Holonyak Jr. (1928-2022), Amerikaans uitvinder
- Paul Holowaty (1985), Brits acteur
- André Holsbeke (1928), Belgisch politicus
- Willem-Jan Holsboer (1834-1898), Nederlands-Zwitsers ondernemer
- Bé Holst (1931-2021), Nederlands atleet
- Ewout Holst (1978), Nederlands zwemmer
- Gilles Holst (1886-1968), Nederlands natuurkundige
- Gustav Holst (1874-1934), Brits componist
- Anna Cornelia Holt (1671-voor 1706), Nederlands kunstschilder
- Arva Holt, Amerikaans actrice
- Judy Holt, Brits actrice
- Sandrine Holt (1972), Canadees actrice
- Simeon ten Holt (1923-2012), Nederlands componist
- Viola Holt (1949), Nederlands televisiepresentatrice
- René Holten (1961), Nederlands ontwerper
- Jill Holterman (1991), Nederlands atlete
- Lianne Holtermann (2001), Nederlands atlete
- Dick Holthaus (1928), Nederlands modeontwerper
- Jozef Holthof (1890-1960), Belgisch rooms-katholiek priester
- Rikki Holtmaat (1952), Nederlands juriste
- Mina Fürst Holtmann (1995), Noors alpineskiester
- Luc Holtz (1969), Luxemburgs voetballer en voetbalcoach
- Wilhelm Holtz (1836-1913), Duits natuurkundige
- Joan George Holtzhey (1726-1808), Nederlands medaillemaker en muntmeester
- Hans Christer Holund (1989), Noors langlaufer
- Jakub Holuša (1988), Tsjechisch atleet
- Wout Holverda (1958-2021), Nederlands voetballer
- Benne Holwerda (1909-1953), Nederlands theoloog, predikant en hoogleraar
- Bettina Holwerda (1979), Nederlands (musical)actrice
- Frâns Holwerda, (1938-2000) Nederlands-Fries dichter, schrijver en literair criticus
- Jan Hendrik Holwerda (1873-1951), Nederlands archeoloog en museumdirecteur
- Nick Holwerda (Paul Roda) (1918-1979), Nederlands liedjesschrijver
- Antonín Holý (1936-2012), Tsjechisch scheikundige
- Hans Heinz Holz (1927), Duits filosoof
- Raphael Holzdeppe (1989), Duits atleet
- Sandro Holzem (2004), Duits autocoureur
- Bernd Hölzenbein (1946-2024), (West-)Duits voetballer
- Hans Holzer (1920-2009), Oostenrijks-Amerikaans paranormaal onderzoeker en schrijver
- Chiara Hölzl (1997), Oostenrijks schansspringster
- Kathrin Hölzl (1984), Duits alpineskiester
- Jac Holzman (1931), Amerikaans ondernemer en oprichter van Elektra Records

## Hom
- Tonnie Hom (1932-2013), Nederlands zwemster
- Kea Homan (1939-2024), Nederlands schilderes en grafica
- Korie Homan (1986), Nederlands paralympisch sportster
- Mark Homan (1986), Nederlands paralympisch sporter
- Alphonse Homans (1867-1934), Belgisch politicus
- Liesbeth Homans (1973), Belgisch politica
- Hans van den Hombergh (1923-2012), Nederlands pianist, dirigent en muziekleraar
- Ernst Homburg (1952), Nederlands hoogleraar Geschiedenis van Wetenschap en Technologie
- Juan de Homedes (1477-1553), grootmeester van de Orde van Malta van 1536 tot 1553
- Josh Homme (1973), Amerikaans gitarist
- Jolanda Homminga (1959), Nederlands atlete
- Maťo Homola (1994), Slowaaks autocoureur

## Hon
- Gregorio Honasan (1948), Filipijns militair en politicus
- Iris Hond (1987), Nederlands pianiste
- Marc de Hond (1977), Nederlands radio-dj, radiopresentator en ondernemer
- Maurice de Hond (1947), Nederlands opiniepeiler, ondernemer en voetbalscheidsrechter
- Tomoru Honda (2001), Japans zwemmer
- Pauline Hondema (2000), Nederlands atlete
- Ewoud Hondius (1942), Nederlands rechtsgeleerde
- Erich Honecker (1912-1994), Oost-Duits politicus en echtgenoot van Margot Honecker
- Margot Honecker (1927-2016), Oost-Duits politica en echtgenote van Erich Honecker
- Arthur Honegger (1892-1955), Zwitsers componist
- Taco van den Honert (1966), Nederlands hockeyer
- Hong Myung-bo (1969), Zuid-Koreaans voetballer
- Hong Yong-jo (1982), Noord-Koreaans voetballer
- Tang Hongbo (1975),  Chinees ruimtevaarder
- Kamato Hongo (1887-2003), Japans langstlevende persoon
- Friedrich Honigmann (1841-1913), Duits ondernemer, medeoprichter van de Oranje Nassau Mijnen
- Heddy Honigmann (1951-2022), Peruaans-Nederlandse filmregisseur
- Yuri Honing (1965), Nederlands jazz-saxofonist
- Jose Hontiveros (1889-1954), Filipijns politicus en rechter
- Risa Hontiveros (1966), Filipijns activist, journalist en politicus
- Jean Marcel Honoré (1920), Frans kardinaal en aartsbisschop
- Honorius (384-423), Romeins keizer (395-423)
- Jan de Hont (1942), Nederlands gitarist

## Hoo

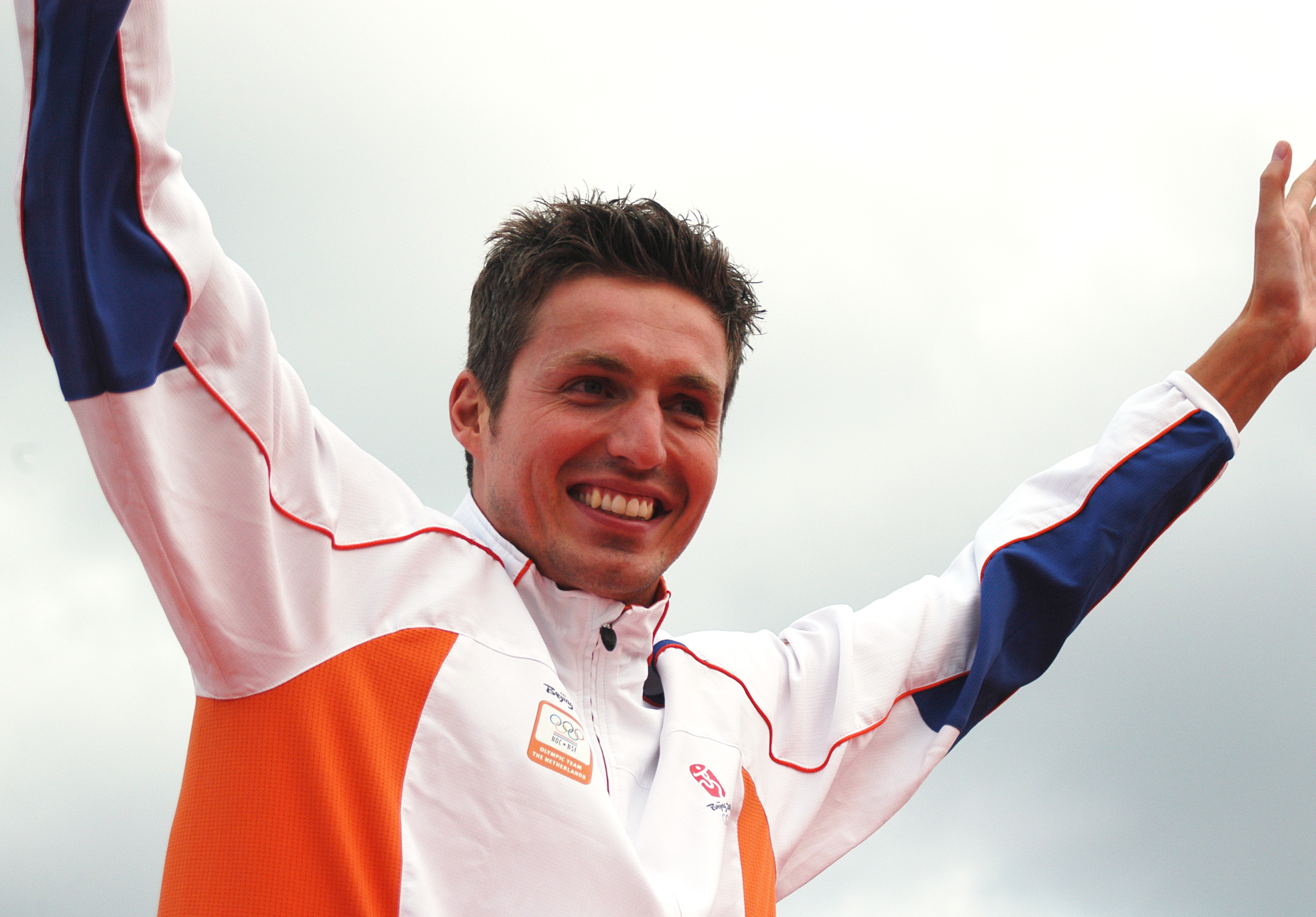
Pieter van den Hoogenband

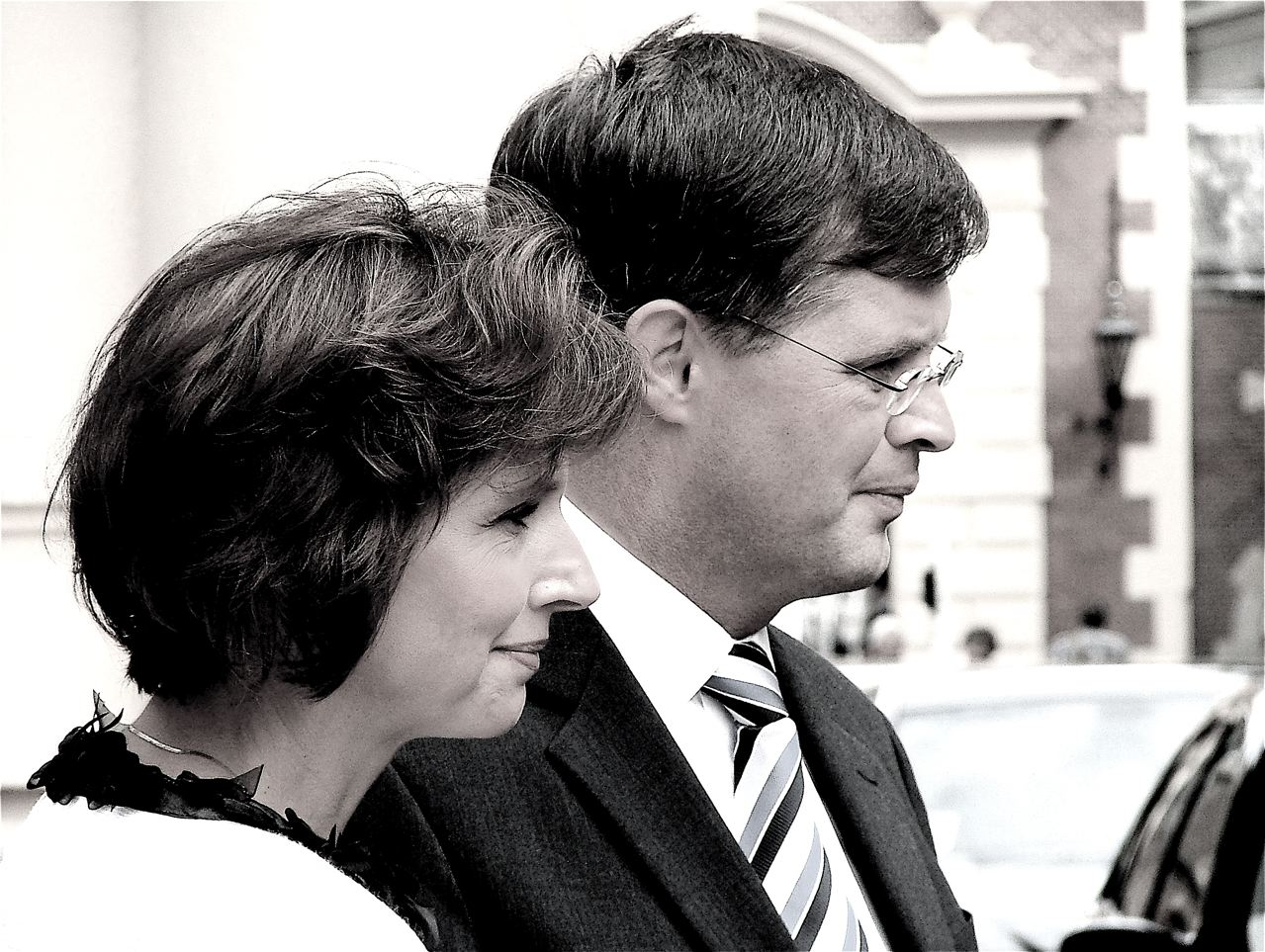
Bianca Hoogendijk met haar echtgenoot

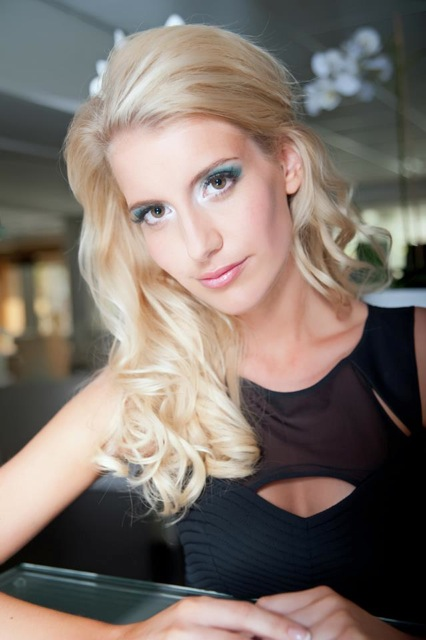
Wendy-Kristy Hoogerbrugge

- François van Hoobrouck d'Aspre (1934-2020), Belgisch politicus
- Adolf van Hoobrouck de ten Hulle (1834-1915), Belgisch burgemeester
- Pieter de Hooch (1629-1684?), Nederlands schilder
- Cornelis van Hoof (1861-1952), Nederlands architect
- Cyrille van Hoof (1973), Nederlands zangeres
- Eric van Hoof (1975), Nederlands dichter
- Harry van Hoof (1943-2024), Nederlands dirigent en componist
- Henk van Hoof (1947), Nederlands politicus
- Henri van Hoof (1914-1992), Nederlands schrijver en collaborateur
- Hubert van Hoof (1951-2023), Nederlands programmamaker, journalist en radio-dj
- Jan van Hoof (1922-1944), Nederlands student en verzetsstrijder
- Jan-Willem van Hoof (1982), Nederlands golfer
- Jorryt van Hoof (1982), Nederlands pokerspeler
- José van Hoof (1952), Nederlands voetballer
- Vincent van Hoof (1995), Nederlands voetballer
- Paul van Hooff (1964), Nederlandse journalist en schrijver
- Gerard 't Hooft (1946), Nederlands natuurkundige
- Catharina Hooft (1618-1691), Nederlands vrouwe van Purmerland en Ilpendam
- Cornelis Hooft (1547-1626), Nederlands burgemeester en regent
- Gerrit Hooft (1779-1872), Nederlands edelman en politicus
- Henrick Hooft (1617-1678), Nederlands burgemeester
- Pieter Corneliszoon Hooft (1581-1647), Nederlands historicus, dichter en toneelschrijver
- Ellen van Hoogdalem-Arkema (1944-2020), Nederlands politica
- Cees-Rein van den Hoogenband (1949), Nederlands medicus
- Pieter van den Hoogenband (1978), Nederlands zwemmer
- Dirk Hoogendam (1922-2003), Nederlands oorlogsmisdadiger
- Bianca Hoogendijk (1960), Nederlands rechtsgeleerde en premiersvrouw
- Ferry Hoogendijk (1933-2014), Nederlands journalist en politicus
- Steven Hoogendijk (1698-1788), Nederlands horloge- en instrumentmaker en natuurkundige
- Wim Hoogendoorn (1927-1982), Nederlands radioverslaggever en -presentator
- Wendy-Kristy Hoogerbrugge (1987), Nederlands model en televisiepresentatrice
- Johnny Hoogerland (1983), Nederlands wielrenner
- Hans Hoogervorst (1956), Nederlands politicus
- Ingrid Hoogervorst (1952), Nederlands auteur
- Andries Hoogerwerf (1906-1977), Nederlands atleet
- Willem Hoogeveen (1946-2020),  Nederlands beeldend kunstenaar
- Jeffrey Hoogland (1993), Nederlands baanwielrenner
- Louw Hoogland (1931-2017), Nederlands burgemeester
- Peter Hoogland (19?), Vlaams televisiepresentator
- Jef Hoogmartens (1984), Vlaams acteur
- Ludo Hoogmartens (1964), Vlaams acteur
- Patrick Hoogmartens (1952), Belgisch bisschop
- Guus Hoogmoed (1981), Nederlands atleet
- Catrina Hoogsaet (1607-1685), Nederlands persoon uit de 17e eeuw
- Karst Hoogsteen (1923-2015) Nederlands/Amerikaans biochemicus
- Jordi Hoogstrate (1983), Nederlands voetballer
- Hans Hoogveld (1947-2024), Nederlands waterpoloër
- Jacques Hoogveld (1884-1948), Nederlands atleet
- Pierre van Hooijdonk (1969), Nederlands voetballer
- Peter Hook (1956), Brits basgitarist
- Robert Hooke (1625-1703), Engels natuurkundige
- John Lee Hooker (1917-2001), Amerikaans bluesgitarist
- Joseph Dalton Hooker (1817-1911), Britse botanicus
- Marshevet Hooker (1984), Amerikaans atlete
- Steven Hooker (1982), Australisch atleet
- bell hooks (1952-2021), Amerikaans schrijfster, professor, feministe en sociaal activiste
- Jan Hooks (1957-2014), Amerikaans actrice en comédienne
- Adriaan van der Hoop (1778-1854), Nederlands bankier en kunstverzamelaar
- Adriaan van der Hoop jr. (1802-1841), Nederlands koopman, dichter en toneelschrijver
- Jaap de Hoop Scheffer (1948), Nederlands politicus en diplomaat
- Sugar Lee Hooper (1948-2010), Nederlands zangeres
- Wendy Hoopes (1972), Maleisisch/Amerikaans actrice
- Johannes Hoorn (1949-2013), Nederlands dominee
- Fred van der Hoorn (1963), Nederlands voetballer
- Jan van der Hoorn (1923-2017), Nederlands marathonschaatser en Elfstedentochtwinnaar (1947)
- Willem Hoornstra (1948), Nederlands politicus
- Roy Hoornweg (1989), Nederlands atleet
- Kim Hoorweg (1992), Nederlands jazzzangeres
- Laurien Hoos (1983), Nederlands atlete
- Eddy Hoost (1934-1982), Surinaams politicus en advocaat
- Ernesto Hoost (1965), Nederlands kickbokser
- J. Edgar Hoover (1895-1972), Amerikaans veiligheidsdirecteur
- Herbert Hoover (1874-1964), Amerikaans president (1929-1933)
- Sjoukje Hooymaayer (1940-2018), Nederlands actrice
- Robert Hoozee (1949-2012), Belgisch museumdirecteur

## Hop

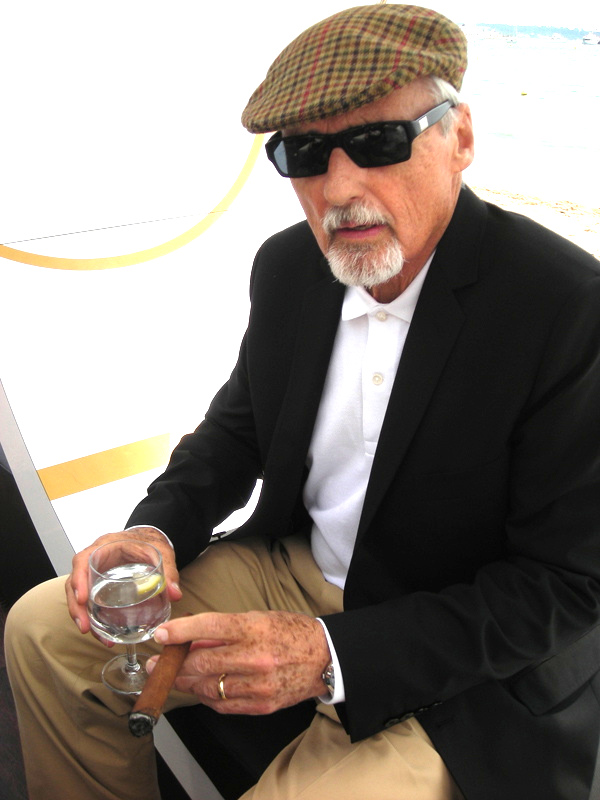
Dennis Hopper

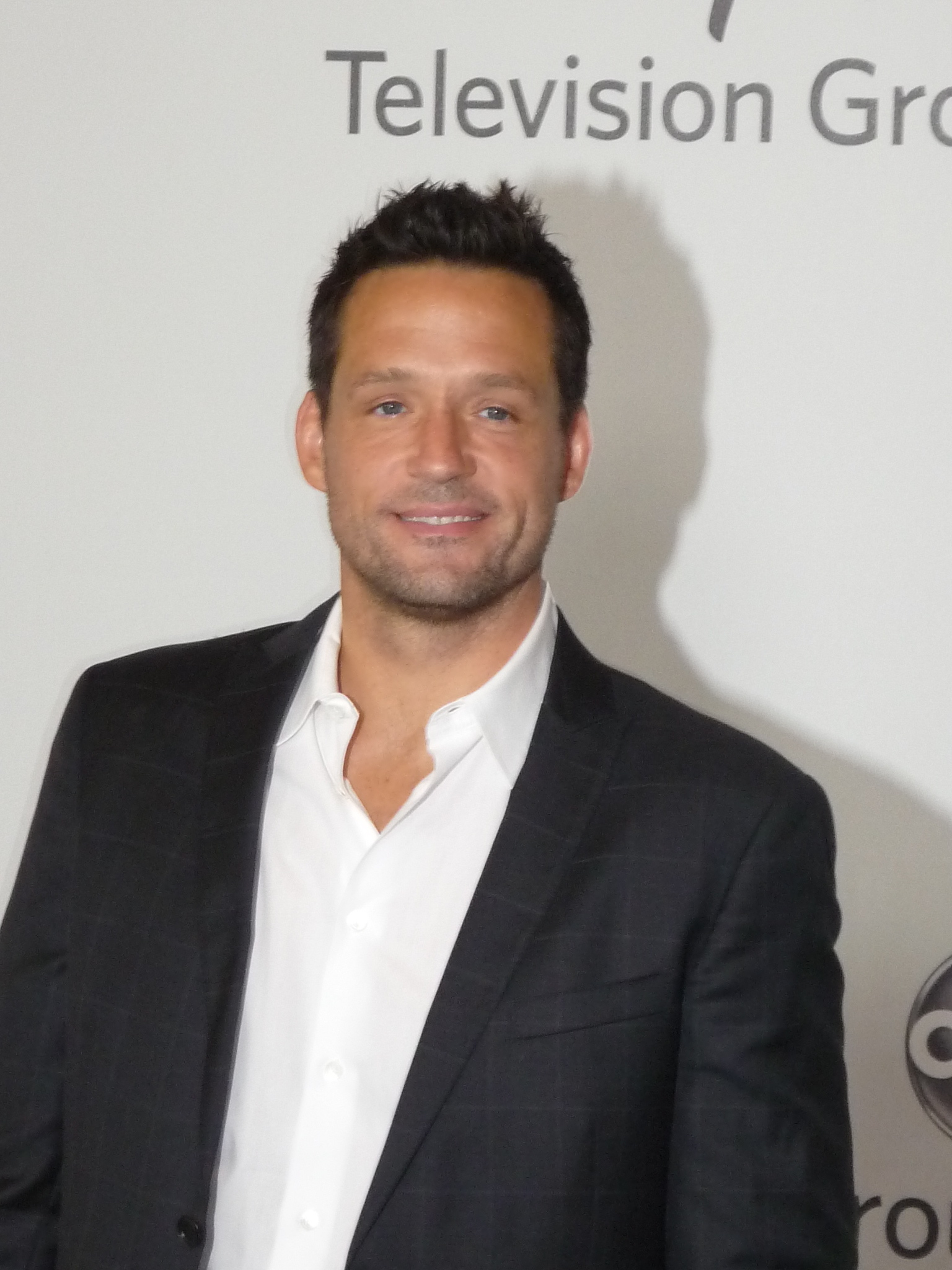
Josh Hopkins

- Barclay Hope (1958), Canadees acteur
- Bob Hope (1903-2003), Amerikaans entertainer
- Charlotte Hope (1991), Brits actrice
- Thomas Höpker (1936-2024), Duits fotograaf
- Anna Hopkin (1996), Brits zwemster
- Allen Hopkins (1951), Amerikaans poolbiljarter
- Anthony Hopkins (1937), Brits acteur
- Bernard Hopkins (1965), Amerikaans bokser
- Bo Hopkins (1938-2022), Amerikaans acteur
- Frederick Gowland Hopkins (1861-1947), Engels biochemicus
- Gerard Manley Hopkins (1844-1889), Engels dichter
- Jeffrey Hopkins (1940), Amerikaans tibetoloog
- John Hopkins (1974), Engels acteur
- John Hopkins (1983), Amerikaans motorcoureur
- Josh Hopkins (1970), Amerikaans acteur
- Miriam Hopkins (1902-1972), Amerikaans actrice
- Nicky Hopkins (1944-1994), Engels toetsenist
- Telma Hopkins (1948), Amerikaans actrice en zangeres
- Thelma Hopkins (1936-2025), Brits atlete
- William Hopkins (1793-1866), Engels wiskundige en geoloog
- John Hopkinson (1849-1898), Brits natuurkundige
- Paddy Hopkirk (1933-2022), Brits rallyrijder
- Abraham Hopman (1770-1832), Nederlands luchtvaartpionier
- Emiel Hopman (1963-2023), Nederlands schaatser
- Frits Hopman (1877-1932), Nederlands schrijver, onderwijzer, journalist en literatuurcriticus
- Harry Hopman, (1906-1985, Australisch tennisser en coach
- Peter Hopman (1968), Nederlands industrieel ontwerper
- Amanda Hopmans (1976), Nederlands tennisster
- Kees 'Hopmans (1964), Nederlands wielrenner
- Nena Hopmans (1999), Nederlands voetbalster
- Petrus Hopmans (1865-1951), Nederlands bisschop
- Max Hopp (1996), Duits dartspeler
- René Hoppe (1976), Duits bobsleeër
- Bryce Hoppel (1997), Amerikaans atleet
- Peter Hoppenbrouwers (1954-2023), Nederlands historicus
- René Höppener (1903-1983), Nederlands politicus
- Dennis Hopper (1936-2010), Amerikaans acteur, regisseur en beeldend kunstenaar
- Edward Hopper (1882-1967), Amerikaans schilder
- Hugh Hopper (1945-2009), Brits musicus
- Tim Hopper, Amerikaans acteur
- Bernhardus Hopperus Buma (1826-1892), Nederlands burgemeester
- Wiardus Willem Hopperus Buma (1865-1934), Nederlands burgemeester
- Wiete Hopperus Buma (1926-2009), Nederlands burgemeester

## Hor

Lisa Hordijk

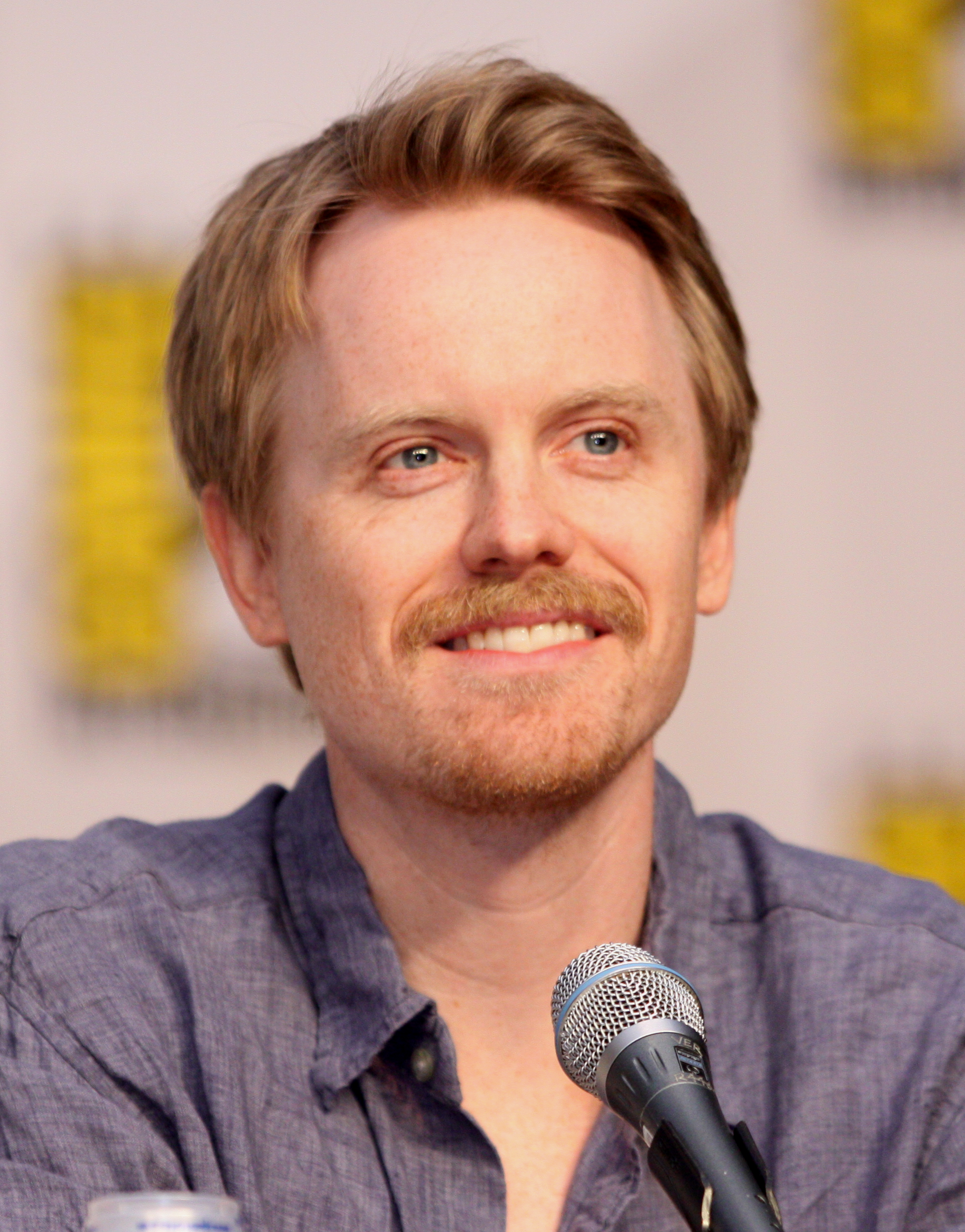
David Hornsby

- Hor-Aha (ca. 3000 v.Chr.), koning van Egypte
- Milada Horáková (1901-1950), Tsjechisch politica
- Roy Horb (ca. 1953-1983), Surinaams militair
- Nadine Horchler (1986), Duits biatlete
- Chris Hordijk (1983), Nederlands zanger
- Hubertus Salomon Hordijk (1862-1930), hoofdcommissaris Amsterdam
- Lisa Hordijk (1987), Nederlands zangeres
- Rachel Hore (1960), Brits schrijfster van romantische fictie
- Siebe Horemans (1998), Belgisch voetballer
- Yuya Horihata (1990), Japans zwemmer
- George Horine (1890-1948), Amerikaans atleet
- Ikuma Horishima (1997), Japans freestyleskiër
- Enrique Hormazábal (1931-1999), Chileens voetballer
- Els van den Horn (1927-1996), Nederlands schoonspringster
- Fanny Horn (1988), Noors biatlete
- Gyula Horn (1932-2013), Hongaars politicus
- Jazzmeia Horn (1991), Amerikaans zangeres
- Leo Horn (1916-1995), Nederlands voetbalscheidsrechter
- Luis Horna (1980), Peruviaans tennisser
- Leslie Hornby (1949), Brits supermodel, actrice en zangeres
- Maria Theresia van Horne (1725-1783), erfvrouwe van de familie van Horne
- Marilyn Horne (1934), Amerikaans opera- en concertzangeres
- Wil Horneff (1979), Amerikaans acteur
- Jack Horner (1946), Amerikaans paleontoloog
- James Horner (1953), Amerikaans componist
- Michał Hórnik (1833-1894), Sorbisch rooms-katholiek geestelijke en schrijver
- Wim Hornman (1920-1996), Nederlands auteur
- Raimund Hörmann (1957), West-Duits roeier
- David Hornsby (1975), Amerikaans acteur, filmproducent en scenarioschrijver
- Russell Hornsby (1974), Amerikaans acteur
- Kate Hornsey (1981), Australisch roeister
- Christopher Hornsrud (1859-1960), Noors politicus
- Rob Hornstra (1975), Nederlands fotograaf
- Joan Horrach (1973), Spaans wielrenner
- Hans Horrevoets (1974-2006), Nederlands zeezeiler en zakenman
- Hugo Egmont Hørring (1842-1909), Deens politicus
- Bets ter Horst (1908-1997), Nederlands atlete
- Guusje ter Horst (1952), Nederlands lerares en politica
- Hanny van den Horst (1924-2008), Nederlands journaliste en publiciste
- Christine van der Horst (1966), Nederlands presentatrice
- Derk van der Horst (1939-2022), Nederlands geschiedkundige
- Dirk van der Horst (1946-2004), Nederlands gitarist
- Elise van der Horst (1982), Nederlands zangeres en televisiepresentatrice
- Herman van der Horst (1910-1976) Nederlands filmregisseur
- Iwan van der Horst (1971), Nederlands cardioloog en intensivist
- Joop van der Horst (1949), Nederlands columnist en taalkundige
- Olivier ter Horst (1989), Nederlands voetballer
- Pieter van der Horst (1946), Nederlands taalkundige, theoloog en judaïst
- Ria van der Horst (1932), Nederlands zwemster
- Wim van der Horst (1956), Nederlands voetballer
- Klasien Horstman (1959), Nederlands gezondheidsfilosoof
- Klaus Horstmann-Czech (1943-2022), Duits beeldhouwer
- Vlastimil Hort (1944), Tsjechoslowaaks schaker
- Adolfo Horta (1957-2016), Cubaans bokser
- Louis Charles Horta (1821-1870), Belgisch uitgever
- Victor Horta (1861-1947), Belgisch architect
- Bruno Hortelano (1991), Spaans atleet
- Miklós Horthy (1868-1957), Hongaars staatsman
- Gladys Horton (1944-2011), Amerikaans zangeres
- Hrvoje Horvat (1946), Kroatisch handballer
- Milan Horvat (1919-2014), Kroatisch dirigent
- Ádám Horváth (1981), Hongaars schaker
- Csaba Horváth (1982), Slowaaks voetballer
- Ferenc Horváth (1973), Hongaars voetballer
- Gábor Horváth (1985), Hongaars voetballer
- József Horváth (1964), Hongaars schaker
- Kathleen Horvath (1965), Amerikaans tennisster
- Krisztián Horváth (1976), Hongaars kunstenaar
- Lidija Horvath (1967), Kroatisch operazangeres
- Ödön von Horváth (1901-1938), Hongaars-Duits schrijver
- Pavel Horváth (1975), Tsjechisch voetballer
- Richárd Horváth (1906-1980), Hongaars geestelijke
- Richárd Horváth (1906-1980), Hongaars geestelijke
- Toki Horváth (1920-1971), Hongaars violist en orkestleider
- Zoltán Horváth (1937-2025), Hongaars schermer
- Zsofi Horvath (1980), Belgisch miss

## Hos

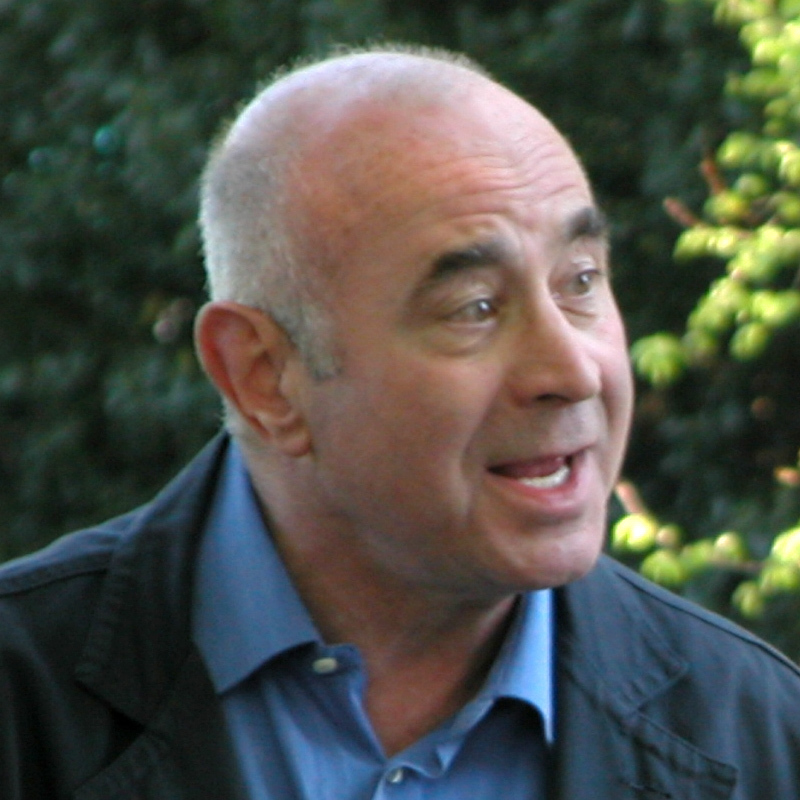
Bob Hoskins, 2007

- Mike Ho Sam Sooi, (1954-2023), Nederlands acteur van Surinaamse afkomst
- Hosea (8e eeuw v.Chr.), Joods profeet
- Natsumi Hoshi (1990), Japans zwemster
- Junko Hoshino (1989), Japans freestyleskiester
- Sophie Hosking (1986), Brits roeister
- Bob Hoskins (1942-2014), Brits acteur
- Melissa Hoskins (1991-2023), Australisch wielrenster
- Hiroyuki Hosoda (1944-2023), Japans politicus
- Nicole Hosp (1983), Oostenrijks alpineskiester
- Robert Hosp (1939-2021), Zwitsers voetballer
- Domingo Hospital (1958), Spaans-Zwitsers golfer
- Selim Ahmed al-Hoss (1929-2024), Libanees politicus; driemaal premier en tweemaal president
- Rudolf Höss (1900-1947), Duits nazi-kampcommandant
- Kamal Hossain (1937), Bengalees jurist en mensenrechtenactivist
- Robert Hossein (1927-2020), Frans acteur en regisseur
- Albert Hößler (1910-1942), Duits communist en verzetsstrijder
- Katinka Hosszú (1989), Hongaars zwemster
- François Hoste (1946), Belgisch atleet
- Frank Hoste (1955), Belgisch wielrenner
- Geert Hoste (1960), Vlaams-Belgisch cabaretier
- Julien Hoste (1921-2012), Belgisch chemicus, hoogleraar en rector
- Leif Hoste (1977), Belgisch wielrenner
- Joline Höstman (1988), Zweeds zwemster

## Hot
- Sjarhej Hotsmanov (1959), Wit-Russisch voetballer
- André Hottenhuis (1936-2008), Nederlands Twentse-taal deskundige
- Horst-Dieter Höttges (1943-2023), Duits voetballer

## Hou

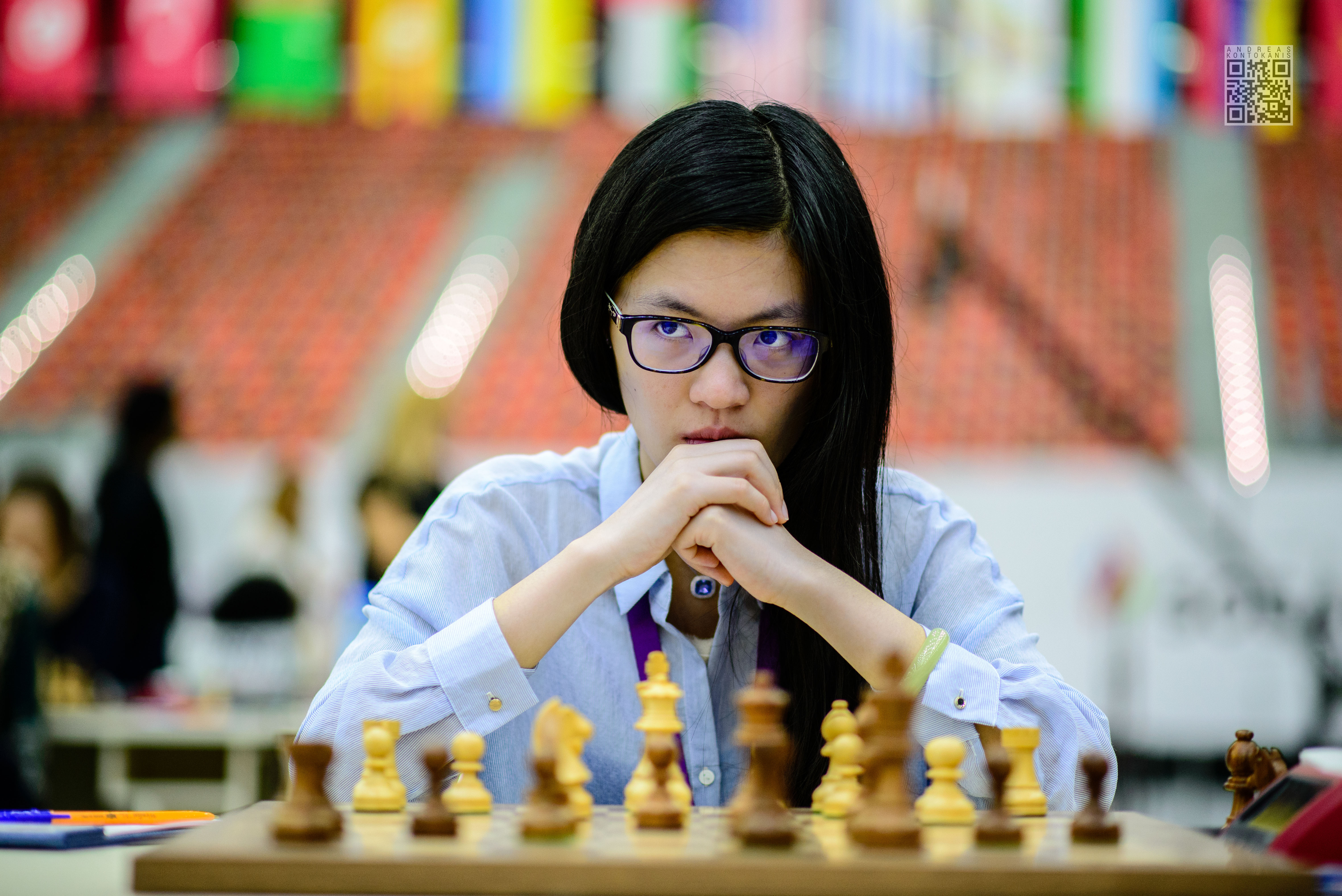
Hou Yifan, 2016

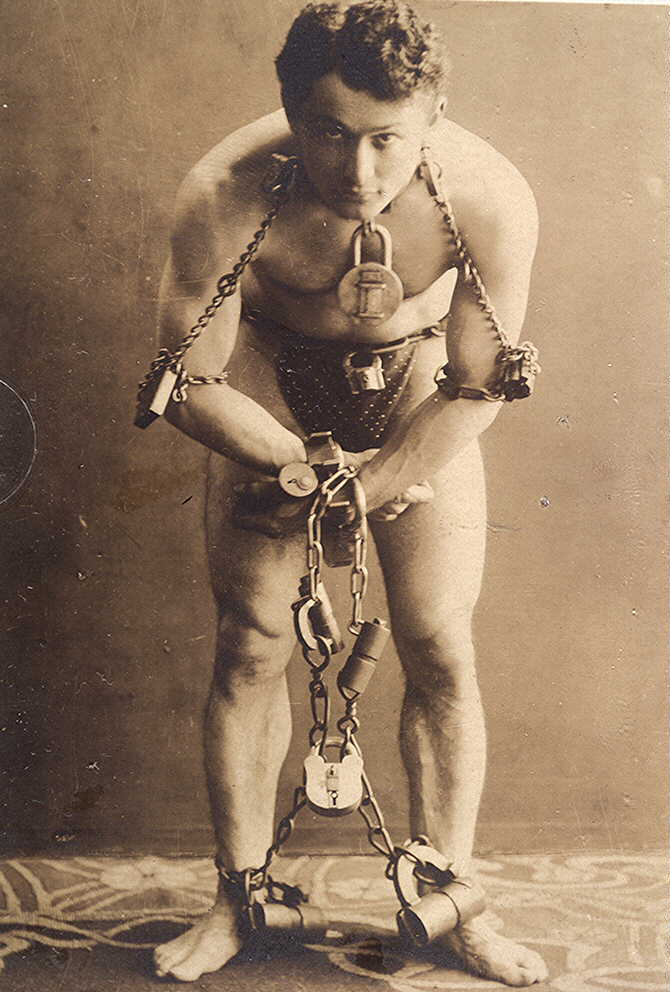
Harry Houdini, 1899

- Hou Yifan (1994), Chinese schaakster
- Aerdt Houben (1963), Nederlands econoom en hoogleraar
- Christiaan Houben (1824-1900), Nederlands politicus
- Francine Houben (1955), Nederlands architecte
- Frank Houben (1939-2023), Nederlands politicus en bestuurder
- Frans Houben (1898-1976), Nederlands politicus
- Frans Houben (1907-1975), Belgisch politicus
- Frans Houben (1946), Nederlands glaskunstenaar
- Frans Houben (1947-2001), Nederlands voetbalscheidsrechter
- Henri Houben (1858-1931), Belgisch kunstschilder
- Herbert Houben (1971), Belgisch notaris en voetbalbestuurder
- Hubert Houben (1875-1943), Belgisch wielrenner
- Jean Houben (1942-1981), Nederlands beeldhouwer
- Jean-Marie Houben (1966), Belgisch voetballer
- Jos Houben (1919-2018), Belgisch politicus
- Jos Houben (1951), Nederlands politicus
- Julien Houben (1879-1959), Belgisch politicus
- Justin Houben (1898-1958), Belgisch advocaat, bestuurder en politicus
- Karel Houben (1821-1893), Nederlands pater en heilige
- Leo Houben (1916-2003), Nederlands politicus
- Linsey Houben (1994), Nederlands handbalster
- Maarten Houben (1970), Nederlands politicus
- Max Houben (1898-1949), Belgisch atleet, voetballer en bobsleeër
- M.G.P. Houben (ca. 1931-2009), Nederlands politicus
- Philip Houben (1941-2017), Nederlands burgemeester en bestuurder
- Philip Houben (1950), Nederlands bestuurder en topfunctionaris
- Piet-Hein Houben (1931), Nederlands ambassadeur en dichter
- Robert Houben (1905-1992), Belgisch politicus
- Steve Houben (1950), Belgisch jazzsaxofonist, fluitspeler en componist
- Stijn Houben (1995), Nederlands voetballer
- Tuur Houben (1996), Belgisch voetballer
- Wil Houben (1954), Nederlands politicus
- Hilde Houben-Bertrand (1940), Belgisch politicus
- Sandra Houben-Meessen (1968), Belgisch politica
- Henny Houben-Sipman (1946), Nederlands politicus
- Arnold Houbraken (1660-1719), Nederlands kunstschilder en schrijver
- Charlie Houchin (1987), Amerikaans zwemmer
- Stan van Houcke (1947), Nederlands journalist
- Harry Houdini (1874-1926), Hongaars-Amerikaans goochelaar
- Anton Houdijk (1932-2022), Nederlands politicus
- Jayne Houdyshell (1953), Amerikaans actrice
- Michel Houellebecq (1958), Frans schrijver
- Denis Houf (1932-2012), Belgisch voetballer
- Pierre Houin (1994), Frans roeier
- Gérard Houllier (1947-2020), Frans voetbalcoach
- Vaea van Houma (1921-2009), Tongaas politicus
- Paulin Hountondji (1942-2024), Benins filosoof
- Royal Earl House (1814-1895), Amerikaans ingenieur en uitvinder
- John Houseman (1902-1988), Amerikaans acteur en producent
- Norm Houser (1915-1996), Amerikaans autocoureur
- Philippe Housiaux (1947), Belgisch atleet
- Cissy Houston (1933-2024), Amerikaans zangeres en moeder van Whitney Houston
- Edwin J. Houston (1847-1914), Amerikaans elektrotechnicus en uitvinder
- Jean Houston (1937), Amerikaans schrijfster
- Whitney Houston (1963-2012), Amerikaans zangeres
- Cor van Hout (1957-2003), Nederlands crimineel
- Jan van Hout (1542-1609), Nederlands schrijver, notaris en stadssecretaris van Leiden
- Jan van Hout (1908-1945), Nederlands wielrenner en verzetsstrijder
- Roald van Hout (1988), Nederlands voetballer
- Willem van den Hout (1915-1985), Nederlands schrijver en publicist
- Albert Houtart (1887-1951), Belgisch gouverneur
- Edouard Houtart (1847-1931), Belgisch edelman en kunstverzamelaar
- François Houtart (1925-2017), Belgisch geestelijke, theoloog, socioloog, hoogleraar en activist
- Jules Houtart (1814-1902), Belgisch industrieel en edelman
- Léon Houtart (1817-1889), Belgisch industrieel en politicus
- Maurice Houtart (1866-1939), Belgisch bankier en politicus
- François Houtart-Cossée (1802-1876), Belgisch politicus
- Boudewijn van Houten (1939), Nederlands schrijver
- Carice van Houten (1976), Nederlands actrice en zangeres
- Jelka van Houten (1978), Nederlands actrice en zangeres
- Marius Cornelis van Houten (1879-1953), Nederlands militair en museumdirecteur
- Rudy van Houten (1934-2004), Nederlands pianist en componist
- Samuel van Houten (1837-1930), Nederlands politicus
- Theodore van Houten (1952-2016), Nederlands-Brits schrijver en journalist
- Thomas van den Houten (1990), Nederlands voetballer
- Gerlachus van Houthem (ca. 1120-1165/1166), Nederlands heilig kluizenaar
- Jef Houthuys (1922-1991), Belgisch vakbondsvoorzitter
- Jan Houtman (1917-1944), Nederlands verzetsstrijder
- Cornelis de Houtman (1565?-1598), Nederlands ontdekkingsreiziger
- Frederik de Houtman (1571-1627), Nederlands handelaar en ontdekkingsreiziger
- Rinus Houtman (1942), Nederlands politicus
- Katrien Houtmeyers (1981), Belgisch onderneemster en politica
- Hans Houtzager sr. (1910-1993), Nederlands atleet
- Marc Houtzager (1971), Nederlands springruiter
- Jan van Houwelingen (1939-2013), Nederlands politicus
- Jan van Houwelingen (1955), Nederlands wielrenner
- Piet van der Houwen (1939), Nederlands schaker
- Rob Houwer (1937-2025), Nederlands filmproducent
- Johannes Fredericus Houwing (1857-1921), Nederlands jurist
- Philip Houwing (1897-1985), Nederlands jurist
- Roel Houwink (1899-1987), Nederlands schrijver en dichter
- Jean-Charles Houzeau (1820-1888), Belgisch astronoom, meteoroloog, geofysicus en journalist

## Hov
- Bart van Hove (1850-1914), Nederlands beeldhouwer
- Amir Hoveida (1919-1979), Iraans politicus
- Rolof van Hövell tot Westervlier en Wezeveld (1917-2007), Nederlands burgemeester
- Eva Hovenkamp (1996), Nederlands atlete
- Alan Hovhaness (1911-2000), Amerikaans componist
- Robert Hovhannisjan (1991), Armeense schaker
- Kent Hovind (1953), Amerikaans creationist, crimineel, evangelist, ondernemer en predikant
- Jeanne Hovine (1888-1992), Belgische illustratrice, striptekenares en actrice
- Evert Hoving (1953), Nederlands middellangeafstandsloper
- Egil Hovland (1924-2013), Noors componist, organist, dirigent en musicus
- Andrij Hovorov (1992), Oekraïens zwemmer

## How

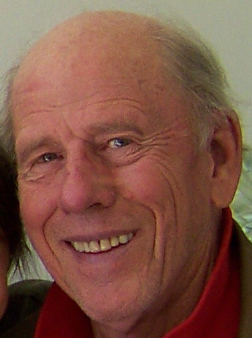
Rance Howard

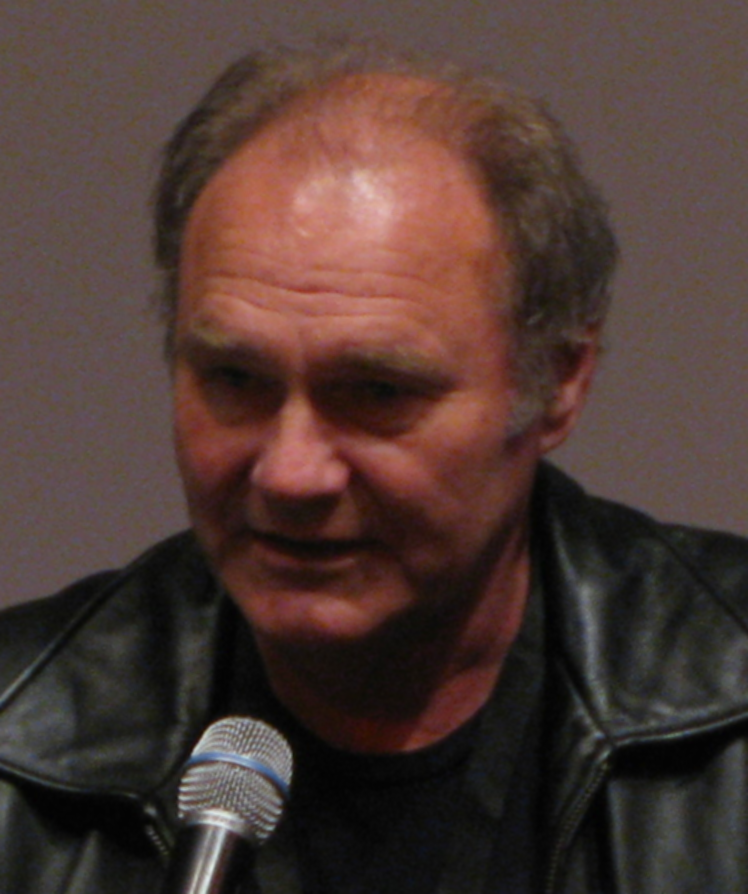
Sherman Howard

- Martin How (1931-2022), Brits componist, organist en koordirigent
- James How (ca. 1716-1780), Engelse pubhouder en mogelijk transgender persoon
- Andrew Howard (1969), Welsh acteur, filmproducent en scenarioschrijver
- Barry Howard (1937-2016), Brits acteur
- Bryce Dallas Howard (1981), Amerikaans actrice
- Chaunté Howard (1984), Amerikaans atlete
- Elizabeth Jane Howard (1923-2014), Brits schrijfster
- Ken Howard (1939), Brits liedjesschrijver en televisieproducent
- Ken Howard (1944-2016), Amerikaans acteur
- Malcolm Howard (1983), Canadees roeier
- Michael Howard (1941), Brits politicus
- Rance Howard (1928), Amerikaans acteur, filmproducent en scenarioschrijver
- Sherman Howard (1949), Amerikaans acteur
- Terrence Howard (1969), Amerikaans acteur
- Tim Howard (1979), Amerikaans voetbaldoelman
- Reece Howden (1998), Canadees freestyleskiër
- Andrew Howe (1985), Italiaans atleet
- Gordie Howe (1928-2016), Canadees ijshockeyspeler
- John Howe (1957), Canadees illustrator
- Kym Howe (1980), Australisch atlete
- Steve Howe (1947), Brits gitarist
- Benedikt Höwedes (1988), Duits voetballer
- Marijke Höweler (1938-2006), Nederlands psychologe en schrijfster
- C. Thomas Howell (1966), Amerikaans acteur, filmregisseur, filmproducent en scenarioschrijver
- Dara Howell (1994), Canadees freestyleskiester
- Maria Howell, Amerikaans actrice
- Glenn Howerton (1976), Amerikaans acteur, stemacteur, filmproducent en scenarioschrijver
- Howlin' Wolf (1910-1976), Amerikaans blueszanger en -gitarist

## Hox
- Joop Hox (1950), Nederlands socioloog
- Adriatik Hoxha (1990), Albanees atleet
- Enver Hoxha (1908-1985), Albanees dictator
- Jurgen Hoxha (1992), Albanees boogschutter
- Sidni Hoxha (1992), Albanees zwemmer

## Hoy

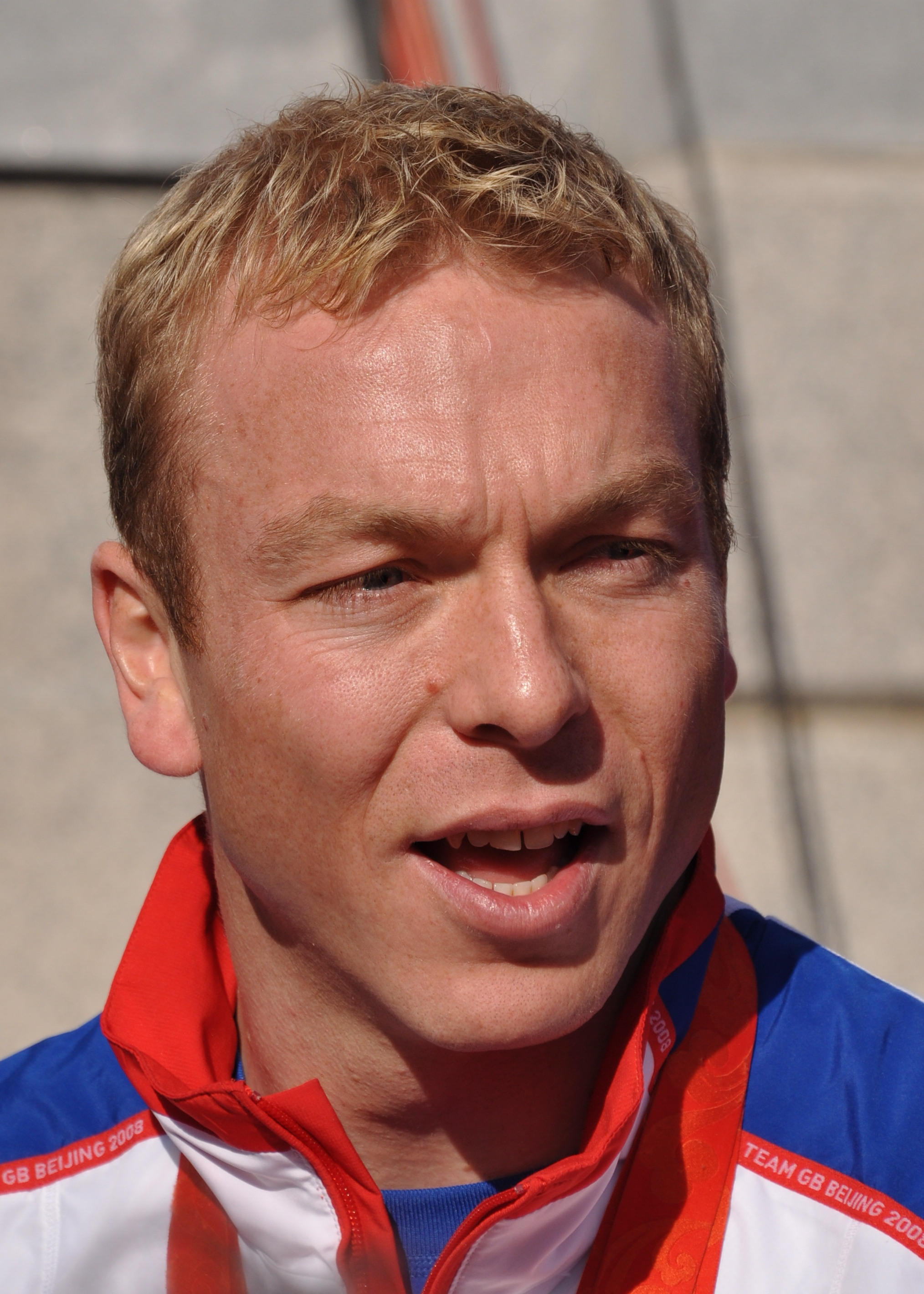
Sir Chris Hoy

- Chris Hoy (1976), Brits wielrenner
- Fred Hoyle (1915-2001), Brits astronoom
- Carlos Mario Hoyos (1962), Colombiaans voetballer en voetbalcoach
- Welles Hoyt (1875-1954), Amerikaans atleet
- Robert Hoyzer (1979), Duits voetbalscheidsrechter

## Hoz
- Hozier (1990), Iers muzikant
- Eri Hozumi (1994), Japans tennisster
- Masako Hozumi (1986), Japans langebaanschaatsster